# Johan Magnus Lannerstierna
Johan Magnus Lannerstierna, född 10 december 1758 i Berg, Älgå socken i Värmland, död 15 januari 1797 i Strömstad, var en svensk skald. Han var son till majoren Magnus Vilhelm Lannerstierna och Johanna Gustafva von Schening. 
Lannerstierna upptogs som ung som page vid Gustav III:s hov, och befordrades sedermera till kornett och livdrabant, men lämnade krigstjänsten och flyttade till Strömstad. Han gifte sig 1780 med Beata Maria Aronsson, vars skilsmässa från den tidigare maken Lannerstierna lyckades genomdriva. Enligt uppgift var detta en orsak till Gustav III:s motvilja mot honom och det som låg bakom hans avsked från tjänsten. Lannerstierna avled i stor fattigdom.
Redan 1777 debuterade Lannerstierna med Pageaden, i vilket han skildrade de kungliga pagernas liv och pojkstreck. Gustav III, som fått läsa manuskriptet, förbjöd dock arbetets tryckande, och endast ett exemplar finns idag bevarat i Uppsala universitetsbibliotek. Samtidigt skrev Lannerstierna en liten komedi på vers, Hvilan, som även den behandlar förhållandena under pagetiden, vilken först 1876 trycktes i kalendern Nornan. 
Hans övriga vittra arbetet utgörs främst av mindre poem och poetiska tal i ordenssällskapet Par Bricole, där Lannerstierna var medlem. Därutöver utgav han även några dramatiska arbeten: Äfventyraren, eller resan till månans ö, Adolf och Lotta samt Magistern. Han översatte och bearbetade även ett antal pjäser för scenen.
Sedan han flyttat till Strömstad utgav han där en handskriven tidning med text och illustrationer som han själv utförde.